# Zdzisława Bytnarowa

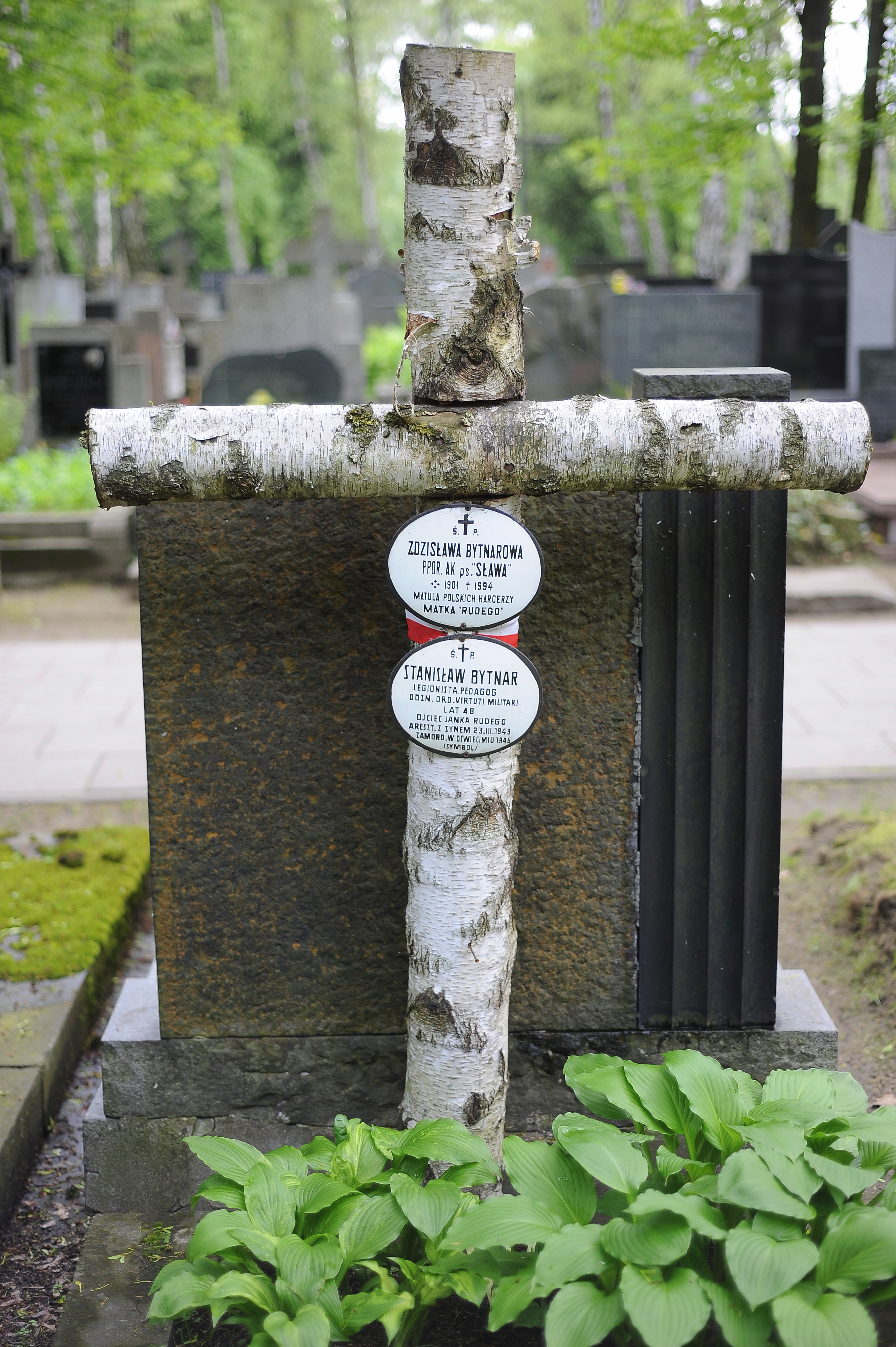
Grób Zdzisławy Bytnarowej na warszawskim Cmentarzu Wojskowym na Powązkach

Zdzisława Bytnarowa z domu Rechul, ps. „Sławska”, „Sława”, „Sławka” (ur. 12 marca 1901 w Kolbuszowej, zm. 13 sierpnia 1994 w Warszawie) – pedagog, podporucznik AK, powstaniec warszawski. Matka Jana Bytnara i Danuty Barbary Dziekańskiej.

## Życiorys
Była córką Józefa, urzędnika i Józefy z domu Markusiewiczów. Pochodziła z wielodzietnej rodziny z Kolbuszowej. W rodzinnej miejscowości ukończyła szkołę powszechną, naukę kontynuowała w gimnazjach w Krakowie i Mielcu, gdzie uzyskała maturę. Uczęszczała następnie na Państwowe Kursy Nauczycielskie, prowadzone w Krakowie przez Henryka Rowida; poznała na nich swojego przyszłego męża Stanisława Bytnara, z którym wyjechała na Kielecczyznę. Pracowała wraz z mężem jako wiejska nauczycielka.
W 1925 za wyróżniające się wyniki w pracy zawodowej została przeniesiona do Warszawy, gdzie podjęła dalszą naukę, doskonaląc umiejętności zawodowe w Instytucie Pedagogiki Specjalnej Marii Grzegorzewskiej. Już jako absolwentka Instytutu w 1930 zorganizowała pierwszą szkołę specjalną na warszawskiej Pradze. Początkowo funkcjonowało pięć oddziałów przy dwóch szkołach (przy ulicy Kawęczyńskiej 39 oraz ulicy Białostockiej 36), a w marcu 1931 powołana została nowa, niezależna placówka – Publiczna Szkoła Powszechna Specjalna nr 6. Kierownictwo jej objęła Bytnarowa, mając do współpracy m.in. Leokadię Frydrychowską. Uczniami placówki były dzieci dotknięte upośledzeniem, pochodzące z Michałowa, Grochowa, Nowej Pragi, Targówka, Annopola, często po dramatycznych przeżyciach w domach rodzinnych. Od początku działalności szkoły Bytnarowa dążyła do poprawy trudnych warunków lokalowych i materialnych, co częściowo udało się osiągnąć w sierpniu 1932, wraz z przeniesieniem placówki do nowej siedziby przy ulicy Ząbkowskiej 43. Zorganizowane zostało również dożywianie, z którego korzystali wszyscy uczniowie, wycieczki (w tym po Polsce), wyjścia do kina i teatru. Bytnarowa założyła i prowadziła bibliotekę szkolną, dbając o dostępność w niej literatury pedagogicznej; nieustannie dbała o dokształcanie własne i kierowanego przez nią zespołu pedagogicznego. 16 marca 1934 szkoła otrzymała sztandar, poświęcony przez prymasa Augusta Hlonda; rodzicami chrzestnymi sztandaru zostali wybitni pedagodzy – Maria Grzegorzewska i Michał Wawrzynowski. W przededniu wybuchu II wojny światowej do szkoły uczęszczało 320 uczniów.  W Warszawie mieszkała wraz z rodziną w domu Warszawskiej Spółdzielni Mieszkaniowej Pracowników Umysłowych przy al. Niepodległości 159. 
Po wybuchu wojny Bytnarowie część mieszkania przeznaczyli na potrzeby wojska. W czerwcu 1940 Zdzisława Bytnarowa została zwolniona przez okupanta ze stanowiska kierowniczki szkoły; natychmiast zaangażowała się w tajne nauczanie i konspiracyjne służby łączności. W marcu 1943 po aresztowaniach straciła najbliższych – do obozu koncentracyjnego Auschwitz-Birkenau wywieziony został mąż, który zginął w styczniu 1945 roku w czasie ewakuacji obozu; syn, Jan Bytnar ps. „Rudy”, aresztowany 23 marca i odbity trzy dni później w akcji pod Arsenałem, zmarł w wyniku obrażeń odniesionych podczas tortur.
W powstaniu warszawskim Zdzisława Bytnarowa pełniła służbę w Pasiece – Kwaterze Głównej Szarych Szeregów. Była kierowniczką Harcerskiej Poczty Polowej w Śródmieściu, łączniczką szefa Poczt Polowych Komendy Okręgu, oraz jako osoba ciesząca się społecznym zaufaniem członkiem zespołu cenzorskiego Harcerskiej Poczty Polowej. Otrzymała stopień podporucznika. Po powstaniu warszawskim trafiła do niewoli niemieckiej, przebywała w obozach Fallingbostel, Bergen-Belsen, Holsdorf. Powróciła do Warszawy 15 sierpnia 1945 i zamieszkała w gruzach dawnego domu. Podjęła ponownie pracę w Szkole Specjalnej nr 6, ale już niebawem została przeniesiona na stanowisko radcy w administracji szkolnej (w Referacie Szkolnictwa Specjalnego). Potem była wizytatorką resortu szkolnictwa ds. szkół dla dzieci przewlekle chorych (sanatoria, domy dziecka). W 1957 stan zdrowia zmusił ją do przejścia na emeryturę.
Jako emerytka utrzymywała kontakty ze swoją dawną placówką, była obecna m.in. na uroczystości nadania szkole imienia 23 kwietnia 1977. Była również u schyłku życia autorytetem i przyjacielem harcerstwa, często określano ją „Matulą Polskich Harcerzy”. Korespondowała z licznymi drużynami i szkołami, noszącymi imię jej syna, wyjeżdżała na uroczystości, spotykała się z młodzieżą. Otrzymała m.in. Krzyż Kawalerski Orderu Odrodzenia Polski, Warszawski Krzyż Powstańczy, złotą odznakę Związku Nauczycielstwa Polskiego.
Zmarła 13 sierpnia 1994, pochowana została 18 sierpnia na cmentarzu Wojskowym na Powązkach w Warszawie, przy licznym udziale młodzieży harcerskiej (kwatera 20A-7-16).